# Thomas-Morse MB-6
Thomas-Morse MB-6 là một loại máy bay đua do Thomas-Morse Aircraft chế tạo cho Cục không quân lục quân Hoa Kỳ

## Quốc gia sử dụng
Hoa Kỳ
- Binh chủng không quân lục quân Hoa Kỳ

## Tính năng kỹ chiến thuật
Dữ liệu lấy từ Angelucci, 1987. p. 422.
Đặc điểm tổng quát
- Kíp lái: 1
- Chiều dài: 18 ft 6 in (5.64 m)
- Sải cánh: 19 ft 0 in (5.79 m)
- Chiều cao: 7 ft 10 in (2.38 m)
- Diện tích cánh: 185 ft2 (14.68 m2)
- Trọng lượng có tải: 2.033 lb (922 kg)
- Động cơ: 1 × Wright H-2, 400 hp ( kW)

Hiệu suất bay
- Vận tốc cực đại: 160 mph (258 km/h)